# João Marques de Vasconcelos
João Marques de Vasconcelos (Muzambinho, 23 de março de 1930) é um advogado, professor de literatura e letras clássicas, foi Diretor da Faculdade de Filosofia Ciências e Letras de Guaxupé-Sul de Minas. Vereador, Deputado e Vice Governador do Estado de Minas Gerais.

## História de vida
Nascido em 23 de março de 1930, filho de Orozimbo José de Vasconcellos e Otília Marques de Oliveira, cedo falecida, foi criado, a partir dos 4 anos de idade, pelos seus padrinhos, Luiz Marques de Oliveira, irmão de sua avó, e Olga Campedelli Marques, em Muzambinho. 
Realizou seus primeiros estudos na Escola Paroquial Frei Florentino, de onde saiu para frequentar o Seminário dos Padres Franciscanos em Santos Dumond. O encontro com os padres franciscanos e os ensinamentos de São Francisco de Assis, baseados nas virtudes da caridade e da solidariedade,  vão  marcar toda sua vida, imprimindo-lhe  um idealismo social reformista.  De Santos Dumond, seguiu para o Convento de São Boa Ventura, em Bento Gonçalves, RS, onde realizou um ano de noviciado. Em homenagem ao seu padrinho, adotou o nome de Frei Luiz. 
Após deixar o noviciado, retorna à Muzambinho, dando início, aos 18 anos de idade, às   atividades docentes. Forma-se em Direito, pela Faculdade de Direito de Taubaté, passando também a atuar como advogado. Como político, foi vereador e presidente da Câmara de vereadores de Muzambinho, deputado estadual, Vice Governador do estado de Minas Gerais. 
Casa-se, em 1953, com Meiga Villas Boas Vasconcellos, escritora e pintora, foi uma das fundadoras da revista de literatura infantil, AMAE Educando Caçula, do Instituto de Educação, em Belo Horizonte, onde atuou,  também, como escritora e desenhista, ao mesmo tempo em que colaborava com o suplemento infantil Gurilândia, do jornal Estado de Minas. Como escritora, dedicou-se sobretudo à literatura infantil. Como pintura, buscou retratar o cotidiano e as tradições das comunidades rurais e das  cidades do interior do país. Filha de Raul Villas Boas e Isolina Inacarato Villas Boas, nasceu em 20 de maio de 1930, em Muzambinho, sul de Minas.  Muito cedo, com 15 anos de idade, iniciou sua carreira como professora.  Publicou, entre outros, os seguintes livros, Quem Viu uma Sereia (com inúmeras reedições e apresentado na Feira Internacional do Livro de Bologna),  O Rapaz dos Dedos Verdes, O Caso das Naves que Explodiram no Espaço, A Boa Viagem para Belo Horizonte, Dos Filhos deste Solo, O Olho do Camaleão, A Arte refletida (pinturas de meiga & poemas de Maria Lucia Simões), Mágica Terra Brasileira (pinturas de meiga & poemas de Elias José).   Os dois últimos livros reúnem seu trabalho enquanto pintora. Seus quadros, expostos no Brasil e exterior, em particular Alemanha e Estados Unidos, no gênero evocam   brincadeiras de crianças interior do país, os costumes, tradições e  festividades populares, sobretudo de Minas Gerais. Seus quadros foram expostos em Belo Horizonte, Brasília, Alemanha e Estados Unidos.  Meiga é membro da Academia Municipalista de Letras, em Belo Horizonte e da Academia Sul Mineira de Letras. 
A família rapidamente cresce. A cada ano, um novo filho: Gláucia Maria Vasconcellos (escritora, pesquisadora e professora universitária/ PUC Minas), Marcos Luiz Vasconcellos (geólogo), Ênio Marcos Vasconcellos (empresário), Túlio Marcos Vasconcellos (funcionário público aposentado), Fábio Marcos Vasconcellos (empresário), Carla Maria Vasconcellos (consultora do Banco Interamericano de Desenvolvimento,  ex secretária Estadual de Meio Ambiente/ Minas Gerais), Marcos Vinícius Vasconcellos (falecido), Andrea Maria Vasconcellos (artista), Lúcia Maria Vasconcellos (aposentada). 

## Atuação como professor
Após iniciar suas atividades docentes, no Colégio Estadual Professor Salatiel de Almeida, sua natural inteligência, curiosidade intelectual e  fama de bom professor angariaram-lhe sucessivos convites e novos desafios. Em sucessão, foi professor de português, latim, espanhol, francês, inglês e matemática. Sua cadeira de espanhol foi conquistada após exame de suficiência para o exercício do magistério, realizado pelo Instituto de Educação em Belo Horizonte e emitido, pela que então viria a ser a futura Universidade Federal de Minas Gerais. 
No dia 11 de julho de 1953,  data em que foi celebrada sua cerimônia de casamento com Meiga, chegou a publicação, no Diário Oficial de Minas Gerais, de sua designação como professor de língua espanhola. Como professor, ajudará a forjar a personalidade de milhares de cidadãos, muitos dos quais atingiram, na vida profissional ou pública do país, posição de destaque. Foi professor e, posteriormente, diretor da Colégio Estadual Professor Salatiel de Almeida, em Muzambinho. Na época, introduziu na escola importantes mudanças, a exemplo da modernização e integração das práticas didáticas, da implantação dos laboratórios de física e química, da  criação da biblioteca, da sala de representação e interação, dotada de toca disco, espaço para exposição, discussão e apresentações artísticas. 
Quando o Ministério da Educação, em seu esforço de  interiorização do  ensino,  criou a Seccional  de Guaxupé, que, logo depois, criou o curso  de aperfeiçoamento de professores para  o ensino secundário, foi convidado para se tornar não apenas professor com, também, orientador do curso. Por suas mãos passaram milhares de jovens professores, que ajudaram a forjar inúmeras gerações de professores, homens públicos e cidadãos. 
O núcleo de formação de professores, baseado em Guaxupé, gerou as condições objetivas para a criação da primeira faculdade no sul de Minas. Por iniciativa do Professor Sebastião de Sá foi, então, criada a Faculdade  de Filosofia Ciências e Letras de Guaxupé. Com a vaga da diretoria, o Bispado de Guaxupé, através do Bispo Dom José, convidou-o para assumir o posto. 
Tornou-se então professor e diretor da Faculdade de Filosofia, Ciência e Letras de Guaxupé, sul de Minas.
Na época, a escola, com foco em ciências humanas, pleiteava seu reconhecimento junto ao Conselho Estadual de Educação . João Marques assumiu imediatamente o processo, que levou ao reconhecimento da escola, ampliando o seu escopo de cursos original, para incluir, também, matemática e física. Conseguiu levar a sede da escola, que funcionava em um pequena escola estadual, para um prédio  de um antigo seminário, onde funciona até hoje. A escola começou a arregimentar a atrair o que tinha de melhor ao seu redor. Veio a se transformar, na época,  em um fértil centro de reflexão, debate e criação  na região. Lá surgiram nomes reconhecidos na literatura nacional, na  prosa e verso. 
Seu legado e sua fama de bom educador,  professor e administrador permaneceram na região, mesmo quando deixou a sala de aula.  Dotada de uma grande memória e  de uma voz possante, vangloriava-se, na época, de poder declamar mais de 12 horas contínuas de poesia. Suas aparições em público, para proferir discursos em comemorações ou recepcionar autoridades que visitavam a cidade, eram aguardadas e aplaudidas.  Foi um observador e participante da história, seja de Muzambinho, seja de Minas. Logo após a construção de Brasília, como nova capital do país, participou, juntamente com um grupo de lideranças locais, de uma visita à capital nacional recentemente inaugurada, para um encontro com o então Presidente da República,  Juscelino Kubitschek. 
Espírito perscrutador, lutador e  inquieto, sempre pronto a enfrentar novos desafios, incluindo o desafio de criar uma família que a cada ano crescia, buscou  novas atividades. Como advogado, atuou em  um conhecido caso  de assassinato, ocorrido em Monte Belo, como  advogado de acusação, em disputa com o então famoso advogado Pedro Aleixo, então atuando como  advogado de defesa.  Ainda durante seu período em Muzambinho, desenvolveu um ativo negócio de cultivo, corte, processamento e venda de eucalipto. Chegou a montar uma serraria, que preparava dormentes, para venda à empresa Champion Celulose. Ainda em Muzambinho, trabalhou, por um ano, em São Paulo, no escritório de consultoria do que viria a ser o futuro governador do Estado, Paulo Egydio. 

## Atuação política
O legado de seu nome extrapolou os limites da região. Em um almoço oferecido à Tancredo Neves, então candidato à Presidência da República, realizado em sua residência, na rua Tiradentes, em Muzambinho, em 1962,  foi instado a  concorrer à cadeira de deputado estadual, em parceria com o então deputado Délcio Scarano, que saía para pleitear um assento na Câmara Federal. Tendo sido vereador e presidente da Câmara Municipal de Muzambinho, decidiu aceitar o novo desafio. Na noite desse mesmo dia, disse à sua esposa Meiga “comece a preparar a mudança, pois nós vamos morar em Belo Horizonte”. De fato, alguns meses depois, após vencer as eleições, mudou-se com a família para Belo Horizonte, para assumir sua cadeira.
Como jovem deputado, logo se destacou entre seus pares. Foi presidente de várias comissões, relator da Comissão de Educação, que criou e introduziu o Estatuto do Magistério, ainda hoje em vigor.  Sempre adotando uma postura independente, foi um crítico da revolução. Pretendia ajudar a mudar as instituições,  atuando a partir de dentro do sistema.  Em 1979 assume como  Vice Governador de Minas Gerais, tendo Francelino Pereira, como Governador de Minas Gerais. Durante seu período à frente da vice governadoria, foi um defensor de uma nova Constituinte, junto com eleições majoritárias de 1982.
Criou, na Vice Governadoria, entre 1979 a 1982, o Centro de Estudos de Problemas Mineiros e Nacionais, introduzindo o PROGRAMA DE CONTRIBUIÇÕES AO ESTUDO DE PROBLEMAS MINEIROS. Nesse contexto, promoveu uma série de discussões e debates   sobre temas estratégicos de interesse  do estado, incluindo educação, saúde e energia.  Nos dizeres do próprio João Marques, na apresentação de um dos livros, daí gerado, OPÇÕES ENERGÉTICAS, contendo um rol de sugestões para a área, fica clara sua preocupação com a necessidade de se mobilizar o espírito de cidadania em busca de alternativas: " foi esta vontade de servir que nos inspirou o Programa. Sua validade, a nosso ver, funda-se no ensejo à participação  e na necessidade de estudos críticos (...) na determinação do que seja melhor para o Minas e, pois, para o Brasil."

## Atividade notarial
Em 1971 havia sido criada a Comarca de cidade de Contagem, então com 500 mil habitantes, sendo necessária a instalação de 2 tabelionatos de nota e um registro de imóvel.  Teve, então,  início um concorrido concurso, a nível nacional, destinado a advogados,  para seleção do notário. Com sempre, João Marques se destacou, tirando o primeiro lugar. Novamente, sua Inteligência, força de vontade e disciplina, abriram-lhe novos caminhos. Em 1972 assume, após concorrido concurso público,  como notário do Cartório de Contagem.  Sua experiência de campo, acumulada na área, aliada à sua natural  vocação de estudos, garantiram-lhe o reconhecimento como uma das  autoridades nacionais em direito cartorial e constitucional

## Atividades empresariais
Foi presidente da Fosfertil, empresa do Grupo da Vale. Tratava-se, na época,  da sexta maior empresa, em termos de faturamento, no país.  Sua saída da empresa,  marca seu ingresso no mundo dos negócios privados. Dedica-se, atualmente, ao cartório e à gestão de sua fazenda que, em homenagem à Muzambinho, foi chamada de Santa Maria de Muzambinho, onde planta café e cria gado. 

## Biografia publicada
João, Meiga e uma cidade chamada Muzambinho: vida e legados de João Marques de Vasconcelos e Meiga Villas Boas. Gláucia Vale (Org.) e Paula Pessoa. 1ª ed. Belo Horizonte: Editora Ramalhete, 2024. 